# 로돌포 코타
로돌포 코타 로블레스(스페인어: Rodolfo Cota Robles, 1987년 7월 3일 ~ )는 멕시코의 축구 선수이다. 포지션은 골키퍼이다. 현재 멕시코 리가 MX의 클루브 레온 소속이다.